# Shawinigan
Shawinigan is een stad (ville) in de Canadese provincie Québec. De stad is tevens een equivalent territorium en een censusdistrict van die provincie. Shawinigan ligt in de Québecse regio Mauricie en telt 50.060 inwoners (2011). 

## Geboren in Shawinigan
- Carole Laure (1951), actrice en zangeres